# DARS
DARS（ダース）は、森永製菓が製造・販売しているチョコレート。

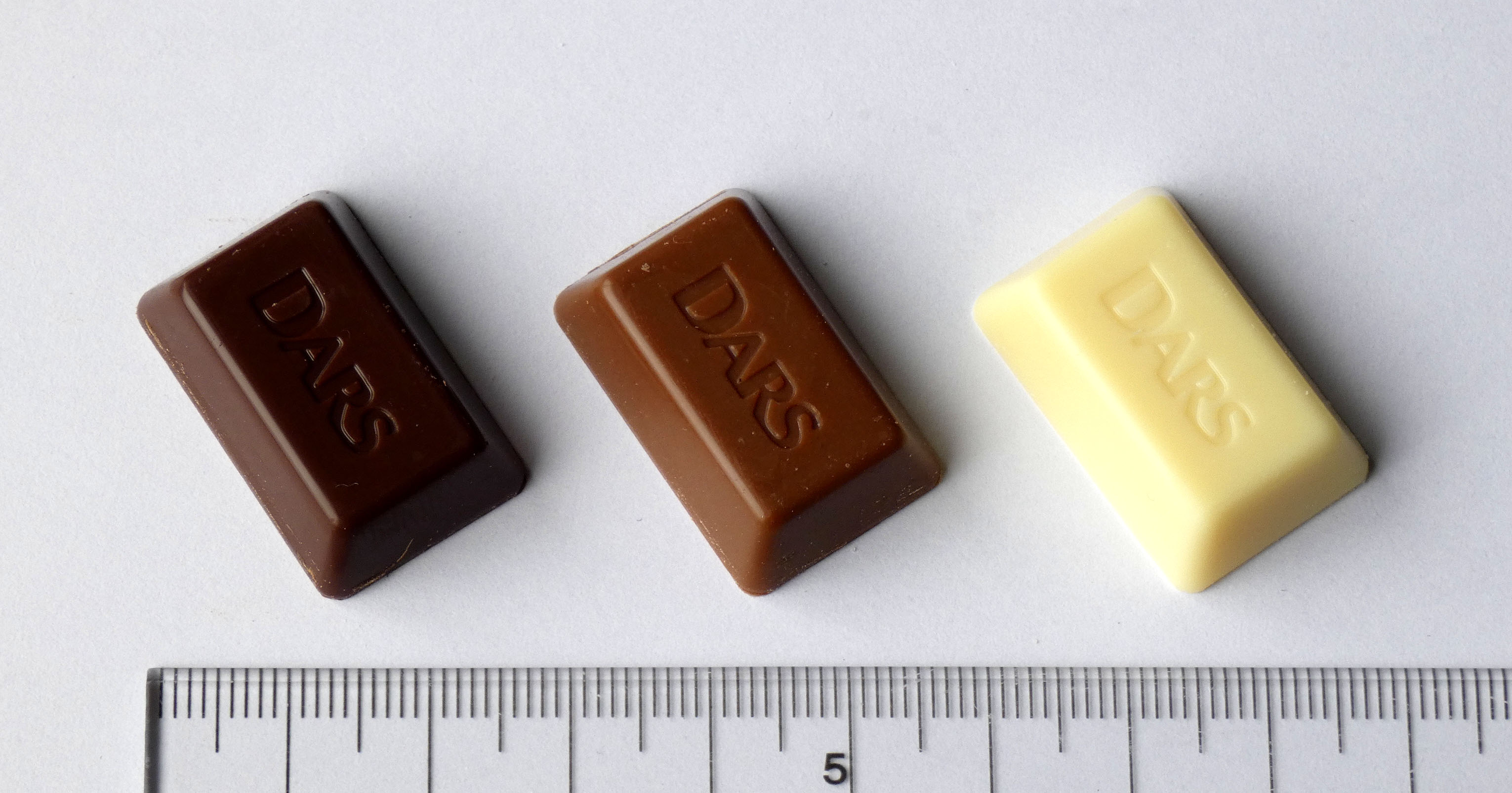
ダース/ビター、ダース/ミルク、白いダース

## 概要
1988年（昭和63年）に発売された板チョコレート「ソリッド」の派生商品として、1口サイズの台形の形したチョコレートが一箱に12個入っているその形状から「ソリッドダース」という名称で1993年（平成5年）に発売された。
発売当初は「12個だからダースです」というキャッチコピーとともに、英語表記は「12個」を表す「DOZEN」であったが、2000年以降はパッケージデザインが改められ、造語の「DARS」に変更されている。森永製菓では「上質の口どけのおいしさをお届けしたい」という想いが込められているとしている。

## 歴代CMキャラクター
- 1993年 - 1994年：西島秀俊
- 1995年 - 1996年：小沢健二
- 1998年 - 1999年：金城武
- 2000年 - 2007年：KinKi Kids[1]
- 2005年：麻生久美子[2]
- 2006年：深津絵里[3]
- 2007年：篠原涼子[4]
- 2008年：山本裕典[5]、高田純次[6]
- 2008年：里田まい（カントリー娘。）
- 2009年：臼田あさ美[7]、岡田将生[8]
- 2010年 - 2012年：宮﨑あおい[9][10]
- 2013年：波瑠[11]
- 2014年：水原希子[12]
- 2016年：菅田将暉[13]
- 2019年：横浜流星[14]
- 2022年 - ：乃木坂46[15]

## 種類

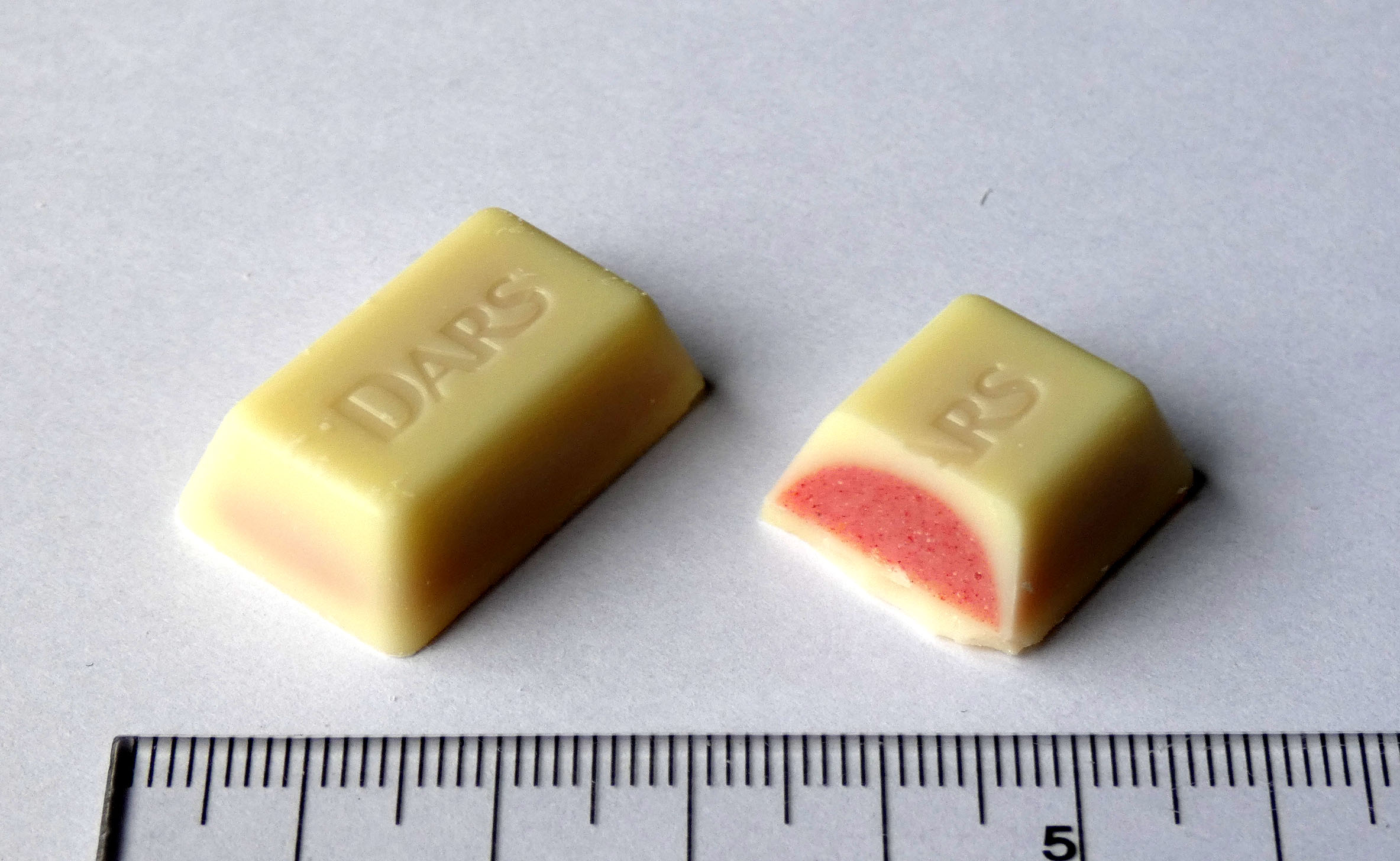
苺の白いダース

- ダース〈ミルク〉（ミルク味） - スタンダードなチョコレートミルク。2012年12月25日から、1チョコfor1スマイルキャンペーンを通じて支援した地区のカカオマスを約8.8％使用して期間限定発売。[16][17]また、2017年2月6日にはKDDI・沖縄セルラー電話連合が展開する移動体通信キャリア「au」とのコラボレーションでミルク味と仕様が同一の「本命ダース」をアンケートに回答した全員に無償でプレゼントするキャンペーンを全国のau取扱店、および一部店舗を除く全国のトヨタディーラー各店（PiPit）にて実施した[18]。
- 白いダース（ホワイトチョコ味） - 店頭などでは「白いダース」と書かれている。スタンダードなミルクより少し甘い。こちらも2017年2月24日には「au」とのコラボレーションでホワイトチョコ味と仕様が同一の「学割天国ダース」をアンケートに回答した学生、および学生以外の個人に無償でプレゼントするキャンペーンを全国のau取扱店、および一部店舗を除く全国のトヨタディーラー各店にて実施される予定である[19]。
- ダース〈甘さ控えめミルク〉（ブラックチョコ味） - 店頭などでは「ダースビター」と書かれている。スタンダードなミルクよりほろ苦い。

## エピソード
2013年7月には、関連商品としてダースを12個箱詰めした「グロス（GROS）」が12個限定で発売された。これは虚構新聞のネタ記事を森永の関係者が現実化させてしまったもので、虚構新聞の社主であるUKはこの販売の場にて公開謝罪を行っている。なお、後に森永ではこの際に作成したGROSのパッケージをペーパークラフト化し、同社のWebサイトでダウンロード可能にしている。